# David Constantine
David John Constantine (nacido en 1944) es un poeta, autor y traductor inglés.

## Vida y obras publicadas
Fue coeditor de la revista literaria Modern Poetry in Translation . Junto con el poeta irlandés Bernard O'Donoghue , es editor del sello Oxford Poets de Carcanet Press y ha sido juez principal del Premio TS Eliot .
Sus colecciones de poesía incluyen Madder , Watching for Dolphins , Caspar Hauser , The Pelt of Wasps , Something for the Ghosts , Collected Poems y Nine Fathom Deep . Es traductor de Hölderlin , Brecht , Goethe , Kleist , Michaux y Jaccottet .
En 2015, la película "45 Years" basada en su novela "In Another Country", traducida alm castellano como "En otro país" (Libros del Asteroide, 2021), fue aclamada por la crítica.  
- A Brightness to Cast Shadows (1980), Bloodaxe Books, ISBN 9780906427156
- Watching for the Dolphins (1983)
- Early Greek Travellers and the Hellenic Ideal (1984)
- Davies (1985)
- Selected Poems (1991)
- Back at the Spike (1994)
- Caspar Hauser (1994)
- The Pelt of Wasps (1998)
- Something for the Ghosts (2002)
- Under the Dam (2005)
- The Shieling (2009)
- Tea at the Midland and Other Stories (2012)
- Poetry: The Literary Agenda (2013)
- In Another Country: Selected Stories (2015)
- The Dressing-Up Box and Other Stories (2019)

## Premios
- Medalla de oro de la reina de poesía 2020[3]

- Premio internacional de cuentos cortos Frank O'Connor 2013 , Tea at the Midland and Other Stories[4]

- Premio Nacional de Cuentos Cortos de la BBC 2010 , "Tea at the Midland"

- Premio Internacional de Cuentos Cortos Frank O'Connor[4] 2010 , finalista , The Shieling

- 2003 Premio Popescu , traducción de Lighter than Air de Hans Magnus Enzensberger

- 2002 Premio de Poesía Whitbread , preselección, Watching for Dolphins